# حاجي أقا كندي (قشلاق الجنوبي)
حاجي أقا کندي (بالفارسية: حاجی آقاکندی) هي مستوطنة تقع في إيران في قسم قشلاق الجنوبي الريفي (مقاطعة بيله سوار). يقدر عدد سكانها بـ 189 نسمة .